# Маленьке містечко (настільна гра)
Маленьке містечко (англ. Little Town) — настільна гра японських авторів Шуна Таґучі та Аї Таґучі, яка вперше вийшла 2017 року у японському видавництві Studio GG під назвою Little Town Builders. У 2019 році гра була випущена на міжнародному ринку, а українська версія з'явилася у видавництві Ігромаг. Гра призначена для 1–4 осіб віком від 10 років і зазвичай триває 30–60 хвилин.

## Тема та компоненти
Маленьке містечко — це настільна гра на побудову, в якій гравці протягом чотирьох раундів намагаються здобути якомога більше переможних балів, використовуючи свої фігурки робітників. Гра поєднує елементи Worker-Placement, де робітники гравців займають певні поля, блокуючи їх для інших гравців, з управлінням ресурсами, що включає обробку наявних сировинних ресурсів, їжі та грошей для побудови власних будівель.
Компоненти гри включають:
- двостороннє ігрове поле з лугом, на якому будуються будівлі, та ринком для розміщення будівель,
- 20 плиток будівель,
- 15 карт цілей,
- 60 кубиків ресурсів, по 15 для кожного з ресурсів: риба, зерно, камінь і дерево,
- 24 монети номіналом 1 і 3,
- 20 фігурок робітників, по 5 у кожному з чотирьох кольорів гравців,
- 28 фігурок робітників, по 7 у кожному з чотирьох кольорів гравців,
- 4 маркери переможних балів у чотирьох кольорах гравців,
- 4 плитки 60-ти балів, та
- допоміжний листок з описом будівельних плиток та короткими правилами.

## Ігровий процес

### Підготовка до гри
Під час підготовки до гри ігрове поле викладається в центр столу будь-якою стороною догори. П'ять плиток зерна викладаються на ринок як стопка, решта плиток будівель перемішується, і 12 з них випадково розміщуються на відповідних полях ринку. Всі ресурсні кубики, монети та плитки 60-ти балів викладаються як відкритий запас біля ігрового поля. Лічильник раундів встановлюється на поле першого раунду.
Кожен гравець вибирає колір гравця та отримує залежно від кількості гравців фігурки та будівлі цього кольору, які він розміщує перед собою. Крім того, кожен гравець отримує маркер переможних балів, який встановлюється на поле 0 на шкалі переможних балів, та стартовий капітал у розмірі трьох монет номіналом 1. Карти цілей перемішуються і залежно від кількості гравців роздаються гравцям у закриту. Нарешті, визначається перший гравець, який отримує маркер першого гравця.

### Процес гри
Починаючи з першого гравця, гравці по черзі грають чотири раунди, у яких кожен гравець може використовувати своїх робітників. Кожен активний гравець може виконати одну з двох можливих дій: зібрати ресурси та активувати або побудувати будівлю. Для кожної з цих дій потрібен один робітник.
Якщо гравець бажає зібрати ресурси або активувати будівлі на ігровому полі, він повинен розмістити одного невикористаного робітника на одному з порожніх полів лугу. На цьому полі не повинно бути ні іншого робітника, ні будівлі, ні ресурсу. Після розміщення гравець може по черзі активувати всі вісім горизонтальних, вертикальних або діагональних сусідніх полів:
1. Якщо це ресурсні поля, тобто поле озера, лісу або гори, гравець отримує по одному відповідному кубику ресурсу (риба, дерево або камінь) за кожне поле.
2. Якщо поряд із фігуркою знаходиться будівля, її можна активувати відповідно до її функції. Гравець може отримати ресурси, зерно, гроші або переможні бали, або обміняти ресурси згідно з інструкцією на плитці. Якщо це власна будівля (з відповідним маркером), активація відбувається безкоштовно, а для активації чужої будівлі активний гравець платить її власнику одну монету.

Гравець може здійснювати збір ресурсів та активації в будь-якому порядку і використовувати тільки що отримані ресурси для обміну.
Альтернативно гравець може побудувати будівлю. Для цього він розміщує свого робітника на будівельному майданчику, на якому може бути необмежена кількість робітників. Потім він вибирає плитку будівлі на ринку і оплачує зазначені витрати у вигляді ресурсів та монет. Плитка будівлі викладається на будь-яке порожнє поле лугу, і на неї ставиться одне з його будівель. Маркер переможних балів переміщується вперед на кількість балів, зазначену на плитці.
Крім звичайних дій, гравець може в будь-який момент виконати одну із цілей, отриманих на початку гри, і отримати за це відповідну винагороду, або обміняти три монети на будь-який кубик ресурсу.
Раунд завершується, коли всі гравці розмістили свої фігурки робітників і виконали всі можливі дії. Наприкінці раунду активуються деякі спеціальні будівлі, наприклад собор та маєток, і їхні власники отримують бонуси. Після цього кожен гравець повинен віддати один кубик їжі (зерно або рибу) за кожного свого робітника або втратити по три переможні бали за кожного робітника, якого він не може нагодувати. Потім кожен гравець забирає своїх робітників із ігрового поля, лічильник раундів пересувається на одне поле вперед, а маркер першого гравця передається наступному гравцеві за годинниковою стрілкою. Цей гравець починає наступний раунд.
Гра завершується після чотирьох раундів, коли виконані всі дії та активності кінця раунду (активація спеціальних будівель, годування робітників). Потім кожен гравець отримує переможні бали за спеціальні будівлі, такі як замок та сторожова вежа, а також по одному переможному балу за кожні три монети, що залишилися в його розпорядженні. Гравець із найбільшою кількістю переможних балів після закінчення гри виграє гру, а в разі нічийного результату перемога ділиться.

## Розробка та відгуки
Гра Маленьке містечко була розроблена японськими авторами ігор Шуном Таґучі та Аєю Таґучі та вперше вийшла 2017 року у японському видавництві Studio GG під назвою Little Town Builders. У 2019 році вона була випущена на міжнародному ринку, зокрема у французькій, англійській та німецькомовній версіях у французькому видавництві IELLO. Інші версії з'явилися корейською (Korea Boardgames), китайською (GoKids) та іспанською мовами (Tcg Factory).
Критик ігор Віланд Герольд оцінив гру на своєму блозі «З 80 іграми через рік» у категорії «Готовий зіграти знову завтра» і написав:
|  | Загалом, LITTLE TOWN — це дуже елегантна проста гра з розміщенням робітників, яка майже зразково вводить у цей жанр. Легкий доступ робить її сімейною грою, яка, проте, надає певної глибини та тактичних міркувань протягом 12 дій. (…) У цілому, завдяки співпраці японського авторського дуету з iello, вийшов гармонійний кінцевий продукт. |